# ジ・ウーズ
『ジ・ウーズ』 (The Ooze) は、アメリカのSega Technical Instituteが開発しセガより北米で1995年5月6日に発売されたメガドライブ用アクションゲーム。日本国内では同年9月22日に発売された。

## 概要
所属していた研究所で体をスライムにされてしまった科学者が主人公。自分の所属していた研究所への復讐と、人間に戻る事を目的としている。
日本版パッケージはリバーシブルになっている。表は秋にまつわる文章に伏字になった単語を埋める内容。裏面はゲーム誌『セガサターンマガジン』編集部コメントつきの文学書を模したものになっており、ゲーム内容とのギャップが大きい。どうせマニアしか買わないので好きに作ったとのこと。
日本国内ではメガドライブ用ソフトの展開末期に発売されたため、出荷本数はかなり少ない。同時期に発売された『コミックスゾーン』と並ぶレアゲーである。「メガドライブミニ」のプロデューサーである宮崎浩幸が2019年9月に開催されたメガドライブミニ発売記念イベントの「『メガドライブミニ』おまけ話」で明かしたところによると、出荷本数は800本とのこと。日本で発売されたメガドライブ用ゲームで最も出荷本数が少ないソフトだとのこと。既に次世代機であるセガサターンの展開中であったため、小さい店では予約しても入荷がなかったほどの生産本数の少なさで、買いそびれた熱狂的メガドライバーが発売直後に秋葉原の目ぼしい店を廻って定価で確保した後は、投げ売りされてすぐに市場からなくなったが、2000年代に入ると希少ソフトとして逆に数万円のプレミアがついた。なお、『ジ・ウーズ』を投げ売りできるほど仕入れた秋葉原のメッセサンオーは、セガサターン全盛期の1997年8月24日に「夏のメガドライブ祭り」と題するメガドライブ用ソフトのワゴンセールを行ったが、そこでは『ジ・ウーズ』が『コミックスゾーン』とともに「プレミアソフト」として目玉となり、全国から集まった熱狂的メガドライバーが歩行者天国の真ん中でじゃんけん大会をして争奪戦を繰り広げ、『ジ・ウーズ』をセール価格で購入するという、当時の秋葉原ならではの光景が見られた（当時は単にレアなだけで、旧世代機用のゲームのカートリッジに定価以上の価値はなかった）。
2003年にWindows用ソフトとしてセガゲーム本舗にて配信された他、ゲームキューブ用ソフト『ソニック メガコレクション』（2002年）やPlayStation 2およびXbox用ソフト『ソニック メガコレクション プラス』（2004年）などのオムニバスソフトに収録された。極めて難易度が高い上にコンティニューもなく、希少ソフトなので攻略以前にプレイするだけでも困難であったが、2003年に発売された攻略本『ソニックメガコレクション最強攻略ガイド』に「ジ・ウーズ」の攻略もついているため、攻略が可能となった。
また、2021年8月にジュピターから発売された『ピクロスS MEGA DRIVE ＆ MARKIII edition』には本作をモチーフとした問題が収録されている。
2022年10月27日発売の、セガの復刻ゲーム機「メガドライブ ミニ2」の北米限定版である「SEGA Genesis Mini 2」に、プリインストールされる60作品の一つとしてメガドライブ（Genesis）版を収録。移植はエムツーが担当した。

## ゲームシステム
体当たりや、自分の体の一部を吐き出しす事で攻撃を行う。ヒットポイントなどのパラメーターは一切ない。敵の攻撃を受けたり排水溝などに体の一部が零れ落ちるととスライムが小さくなったり、切り離されたりする。スライムが完全になくなるとゲームオーバーとなる。また、敵のとび道具などが頭に直接当たると即ゲームオーバーとなる。

## スタッフ
- コンセプト、リード・プログラマー：デイヴ・サナー
- デザイン：ジェイソン・クオ、スティーグ・ヘドランド（英語版）、デイヴ・サナー
- アート・ディレクター：ボブ・スティール、ジョン・デュガン
- アーティスト：アーラン・アッカーマン、スティーグ・ヘドランド、ディーン・ラグルス、ジョー・ステファンソン、クレイグ・スティット、トーマス・トビー、マルテ・トンプソン
- イントロ&エンディング・ア－トワーク：トニー・デズニーガ（英語版）、トーマス・トビー
- 音楽、効果音：ハワード・ドロシン
- ボス・プログラミング：ロバート・モーガン
- プログラミング、テクニカル・サンクス：スコット・チャンドラー、ジェイソン・プラム、マーク・サーニー
- プロデューサー：マイケル・ウォーリス
- プロダクト・マネージャー：ジョン・ガーナー
- マーケティング・スペシャリスト：クリント・ディアー

## 評価
- ゲーム誌『ファミコン通信』の「クロスレビュー」では、7・5・5・6の合計23点（満40点）[3]、『メガドライブFAN』の読者投票による「ゲーム通信簿」での評価は以下の通り18.4点（満30点）となっている[4]。

| 項目 | キャラクタ | 音楽 | お買得度 | 操作性 | 熱中度 | オリジナリティ | 総合 |
| ---- | ---------- | ---- | -------- | ------ | ------ | -------------- | ---- |
| 得点 | 3.7        | 3.0  | 2.7      | 2.6    | 3.1    | 3.3            | 18.4 |

- ゲーム本『メガドライブ大全』（2004年、太田出版）では、主人公のウーズがげっぷをする事や叫び声を上げる事などに関して「とっても下品」と指摘、見た目は大らかそうに見えるが、洋ゲーならではの高難易度作品である事を指摘し、「タイミングは難しいしトラップは底意地が悪い」と否定的に評価した[5]。